# Денежно-кредитная политика государства
Де́нежно-креди́тная (монета́рная или кредитно-денежная) поли́тика (англ. monetary policy) — это макроэкономическая политика денежных властей, комплекс мер, направленных на управление совокупным спросом через условия денежного рынка (краткосрочная процентная ставка, номинальный валютный курс или уровень текущей ликвидности банковского сектора) для достижения комбинации конечных целей, в которые могут входить ценовая стабильность, сохранение устойчивого валютного курса, финансовая стабильность и содействие сбалансированному экономическому росту.

## Альтернативные определения
Международный валютный фонд: управление денежным предложением в экономике для достижения некоторой комбинации инфляции и стабилизации выпуска продукции.
ФРС США: деятельность центрального банка, направленная на достижение целей максимальной занятости, стабильных цен и умеренных долгосрочных процентных ставок в Соединенных Штатах, путём управления краткосрочной процентной ставкой, доступностью и стоимостью кредита в экономике.
Немецкий Бундесбанк: меры, которые центральный банк предпринимает, чтобы достигнуть своих целей, одной из которых является ценовая стабильность путём применения инструментов денежно-кредитной политики по управлению процентными ставками и условиями формирования спроса и предложения на денежном рынке.
Банк Канады: регулирование денег и кредита в экономике для сохранения стоимости (покупательной способности) национальной валюты.
Резервный банк Австралии: установление процентной ставки на денежном рынке, которая влияет на другие процентные ставки в экономике и определяет поведение заёмщиков и кредиторов, экономическую активность и, в конечном счете, инфляцию.
Британская энциклопедия: меры, принимаемые правительствами для оказания влияния на экономическую активность, а именно, управление предложением денег и кредита, также за счёт изменения процентных ставок.
Лексикон редакции «Financial Times»: решения денежных властей по управлению денежным предложением за счёт располагаемых ими инструментов: изменения базовых процентных ставок, проведения операций на денежном рынке и изменения нормы резервных требований для банков.

## Происхождение выражения «денежно-кредитная политика»
История термина «денежно-кредитная политика» берет начало в первой половине XIX столетия. Его можно встретить в работах британских экономистов в связи с деятельностью Банка Англии и эмиссией фунта стерлингов. В частности, редактор «The London Magazine» и активный противник Банковского акта Роберта Пиля Джон Тейлор (1781—1864) в 1843 году опубликовал памфлет «Денежно-кредитная политика Англии и Америки», в которой изложил широкий круг проблем, начиная от операций Банка Англии на денежном рынке и выпуска бумажных денег и заканчивая потоками движения золота между двумя континентами. В памфлете он использует выражение «денежно-кредитная политика страны» применительно к различиям между Великобританией и США в части денежной эмиссии, конвертируемости и условий обращения бумажных денег.
Примечательно, что основоположник теории «центробанковского дела» Уолтер Бэджет (1826—1877) в своем труде «Ломбард-стрит: описание денежного рынка» от 1873 году упоминает выражение «денежный» (monetary) только в трех контекстах: денежные полномочия, денежный кризис и денежный мир. Со второй половины XIX столетия выражение «денежно-кредитная политика» находит распространение при описании деятельности центральных банков.
В дореволюционной России применяется выражение «денежная политика». С 1880-х годов его можно встретить на страницах «Московских ведомостей» и в научных изданиях, посвященных эмиссии бумажных денег. В частности о денежной политике рассуждают российские экономисты П. А. Никольский («Бумажные деньги в России» от 1892 года) и А. Н. Миклашевский («Деньги: опыт изучения основных положений экономической теории классической школы в связи с историей денежного вопроса» от 1895 года). С 1900-х годов выражение входит в официальный лексикон властей. В ранний советский период при обсуждении денежной проблематики за рубежом предпочитали использовать выражение «кредитно-денежная политика правительства».
Один из виднейших теоретиков в области финансов профессор А. А. Соколов в 1927 году опубликовал книгу «Основные принципы денежно-кредитной политики». Она даёт представление о денежно-кредитной политике в начале XX столетия. Ее целью должно быть поддержание постоянства общего уровня цен, то есть нулевая инфляция. При отсутствии инфляции центральный банк может использовать кредитное предложение для безинфляционного стимулирования производства. Причем, формирование кредитного предложения должно происходить по государственному кредитному плану, который учитывает спрос на кредит и прогноз его динамики, а также способствует рациональному распределению заёмных средств. Кредитная политика центрального банка должна находиться в подчиненном положении у общеэкономической политики правительства, — полагал Соколов. Центральному банку необходимо получать от правительства директивы о распределении кредитов в народном хозяйстве. Этот взгляд является распространённым в советской экономике, где предприятия были национализированы. Однако директивы могут касаться только рационализации объемов кредита. Процентная политика по-прежнему должна находиться в ведении центрального банка, поскольку управление процентными ставками связано с уровнем цен.

## Объекты, субъекты и предметы денежно-кредитной политики
- Объекты денежно-кредитной политики: спрос и предложение на денежном рынке, изменяющиеся в результате действий денежных властей, банков и небанковских организаций.
- Субъекты денежно-кредитной политики: экономические агенты, с которыми центральный банк взаимодействует, банки и другие финансовые институты, участвующие в работе финансовой системы, а также сам центральный банк.
- Предметы денежно-кредитной политики: экономические переменные, характеризующие равновесие на денежном рынке: предложение денег (денежная база или денежный агрегат), краткосрочная номинальная процентная ставка, номинальный валютный курс, текущая ликвидность банковского сектора.
- Проводник денежно-кредитной политики: денежные власти, отвечающие за денежно-кредитную политику.

## Принципы денежно-кредитной политики
К принципам денежно-кредитной политики, то есть основополагающим нормам и правилам политики центрального банка, носящим обязательный характер, относятся:
- выбор явного номинального якоря денежно-кредитной политики;
- экономическая и политическая независимость центрального банка;
- ответственность и подотчетность центрального банка перед обществом;
- информационная открытость (прозрачность) денежно-кредитной политики.

На конференции Бундесбанка в 2007 году американский экономист Фредерик Мишкин (профессор Бизнес-школы Колумбийского университета и член Совета управляющих ФРС США в 2006—2008 годах) озвучил девять тезисов, формирующих теоретические основы денежно-кредитной политики, и предложил их называть «базовыми научными принципами денежно-кредитной политики»:
- инфляция всегда и везде является денежным феноменом: экспансионистская денежно-кредитная политика может быть причиной инфляции,
- ценовая стабильность несет с собой важные экономические выгоды: центральные банки могут управлять инфляцией и должны поддержать ее на низком и устойчивом уровне,
- в долгосрочном периоде не существует выбора между безработицей и инфляцией: денежно-кредитная политика не должна стремиться к низкой безработице, поскольку это ведет к более высокой инфляции,
- ожидания играют важную роль в макроэкономике: управление ожиданиями должно быть центральным элементом денежно-кредитной политики,
- для поддержания ценовой стабильности необходимо придерживаться «принципа Тейлора»: низкая инфляция будет устойчивой, если номинальная процентная ставка будет повышаться на большую величину, нежели растущая инфляция, что позволит в ответ на увеличение инфляции повышать реальную процентную ставку,
- необходимо учитывать проблему временной несогласованности денежно-кредитной политики: центральный банк должен брать на себя обязательства по достижению заявленных целей и неукоснительно им следовать,
- независимость центрального банка улучшает макроэкономические результаты: независимость центрального банка позволяет изолировать его от политического давления проводить чрезмерную экспансионистскую политику, а также решить проблему временной несогласованности денежно-кредитной политики,
- публичные обязательства по удержанию номинального якоря, обладающие общественным доверием, способствуют ценовой стабильности и устойчивому экономическому росту: они стабилизируют долгосрочные инфляционные ожидания,
- несовершенства финансового сектора играют важную роль в деловом цикле: финансовая нестабильность не способствует инвестициям в производство, в результате чего экономика испытывает серьезный экономический спад.

## Номинальный якорь денежно-кредитной политики
В рыночной экономике центральные банки не могут напрямую достигать цели денежно-кредитной политики, обозначенные в национальном законодательстве. По этой причине, они устанавливают второстепенные цели денежно-кредитной политики, способствующие достижению конечной цели. Цель денежно-кредитной политики или целевой ориентир (англ. monetary policy target) представляет собой фиксированный количественный показатель (экономическую переменную), к достижению которого стремится денежно-кредитная политика путём выбора комбинации и значений инструментов политики (инструментальных переменных).
Основы анализа связи между целями экономической политики и её инструментами заложены первым лауреатом премии памяти Нобеля центробанка Швеции Яном Тинбергеном. Он моделировал соотношение целей и инструментов, необходимых для их достижения. Если число целей равно числу инструментов, власти могут вычислить, какие инструменты следует применить для достижения целей. Если число инструментов превышает число целей, существует несколько вариантов достижения целей. Наконец, если число целей превышает число инструментов, власти, скорее всего, не смогут их достигнуть одновременно. Выводы из анализа Тинбергена для центрального банка заключаются в том, что он не может обеспечить достижение нескольких целей одновременно, особенно, если они противоречат друг другу (например, ценовая стабильность и максимальный потенциально возможный экономический рост или нулевая безработица), обладая ограниченным набором инструментов денежно-кредитной политики. Для соблюдения правильного соотношения между целями и инструментами (получившее название «правило Тинбергена»), центральные банки выбирают одну реалистичную цель и для ее достижения подбирают один или несколько инструментов.
Цель денежно-кредитной политики может быть явной (публичной или эксплицитной) и скрытой (имплицитной). Явная цель денежно-кредитной политики (англ. explicit target of monetary policy) — это экономическая переменная, которую денежные власти публично объявляют как цель своей деятельности. Их характеризует конкретное количественное значение целевого ориентира политики. Как правило, до 1970-х гг. центральные банки публично не заявляли о целях денежно-кредитной политики (превалировали скрытые цели). Обнародование целей политики через СМИ и публичные заявления, объяснение целей перед общественностью вошло в практику в 1990-е гг., когда были доказаны преимущества прозрачности деятельности центрального банка.
Раскрытие цели денежно-кредитной политики помогает рынку сформировать представление о том, что ожидать от центрального банка, а также оценить результаты его деятельности. В большинстве экономик цели центрального банка раскрываются в его годовом отчёте и заявлениях о политике. В России документ о цели политики раскрывается в «Основных направлениях единой государственной денежно-кредитной политики», ежегодно публикуемых на трёхлетний период. Кроме того, денежные власти дают пояснения в регулярных официальных отчётах, публикациях и выступлениях руководства.
Публично объявленная цель денежно-кредитной политики становится её номинальным якорем (англ. nominal anchor of monetary policy), под которым понимается номинальная экономическая переменная, выступающая количественной целью политики центрального банка в среднесрочной перспективе, за которую он несёт ответственность и которая обладает влиянием на конечную цель денежно-кредитной политики, закреплению на законодательном уровне.
Номинальный якорь денежно-кредитной политики является своеобразным внутренним ограничителем стоимости денег. Он выполняет две функции:
- способствует поддержанию ценовой стабильности, поскольку благодаря ему закрепляются рыночные ожидания (прежде всего, инфляционные ожидания),
- обеспечивает дисциплину денежно-кредитной политики, в результате чего исчезает так называемая «проблема временной несогласованности».

Использование номинального якоря денежно-кредитной политики позволяет решить проблему, которая возникает в связи с тем, что денежные власти склонны отдавать предпочтение краткосрочным задачам и игнорируют более важные долгосрочные макроэкономические цели. Даже если денежные власти провалили своевременное и полное достижение цели, её наличие оказывает положительный эффект, поскольку стабилизирует ожидания экономических агентов и задаёт траекторию будущего движения экономики.
Номинальный якорь может принимать одну из трёх форм:
- денежный (монетарный) якорь: роль якоря играет денежная база, её компоненты или один из агрегатов денежного предложения;
- валютный якорь: якорем является номинальный или реальный валютный курс;
- инфляционный якорь: в качестве якоря выступает обязательство по количественному значению инфляции или её прогноз.

## Таргетирование
Стратегия или набор мер достижения цели называют «таргетированием» (англ. targeting) или «целеполаганием». Оно включает определение цели, использование инструментов для ее достижения и ответственность за результаты политики. Соответственно, различают три базовых режима денежно-кредитной политики в зависимости от номинального якоря:
- денежное таргетирование (таргетирование денежного предложения),
- таргетирование валютного курса (курсовое таргетирование),
- инфляционное таргетирование (таргетирование инфляции).

Режимы денежно-кредитной политики различаются как по целям, так и инструментам. Для каждого из номинальных якорей характерен свой набор инструментов денежно-кредитной политики.
Таблица 1. Типовые характеристики режимов денежно-кредитной политики.
| Характеристика                         | Инфляционное таргетирование                                  | Таргетирование денежного предложения                                               | Таргетирование валютного курса                                        |
| Конечная цель                          | ценовая стабильность                                         | ценовая стабильность и сбалансированный экономический рост                         | ценовая стабильность и устойчивый валютный курс                       |
| Промежуточная цель                     | отсутствует/прогноз инфляции                                 | денежный агрегат                                                                   | валютный курс                                                         |
| Операционная цель                      | процентная ставка денежного рынка                            | денежная база/компоненты баланса центрального банка, чистые международные резервы  | валютный курс или валютная корзина                                    |
| Инструменты денежно-кредитной политики | операции на открытом рынке, инструменты постоянного действия | операции на открытом рынке, инструменты постоянного действия, резервные требования | валютные интервенции, операции рефинансирования, резервные требования |

Как показывает опыт, страны с количественно заданным номинальным якорем имеют более низкую инфляцию и менее волатильный экономический рост, чем страны без заявленного якоря. В прошлом целевой ориентир инфляции и целевой валютный курс наибольшее влияние оказывали на темп прироста цен, а целевой денежный агрегат — на волатильность ВВП. Со второй половины 1990-х годов, а также в 2000-х годах макроэкономические различия между номинальными якорями в экономически развитых странах практически сошли на «нет». Однако они продолжают играть роль в развивающихся экономиках, особенно тех, для которого характерна высокая инфляция.
В связи с тем, что центральный банк не может достигнуть конечную цель напрямую, номинальный якорь служит промежуточной целью денежно-кредитной политики. При выборе промежуточной цели центральный банк должен руководствоваться двумя соображениями. Во-первых, центральный банк должен быть в состоянии ею управлять. Во-вторых, промежуточная цель должна иметь устойчивую и прогнозируемую связь с конечной целью политики.
В академической среде также обсуждается такой теоретический режим денежно-кредитной политики как таргетирование номинального ВВП (nominal GDP targeting) или номинального национального дохода (nominal national income targeting). Смысл которого состоит в том, что промежуточной целью денежно-кредитной политики выступает номинальный ВВП или национальный доход. В 1980-х и в начале 1990-х годов режим рассматривался как альтернатива таргетированию денежного предложения. Его сторонниками были лауреаты нобелевской премии по экономике Джеймс Мид и Джеймс Тобин. В 2010-х годах интерес к таргетированию номинального ВВП вновь оживился в связи с угрозой дефляции и низкими темпами экономического роста в развитых экономиках. Однако идея не находит серьезной поддержки у центральных банков.

## Операционная цель и инструментарий денежно-кредитной политики
Операционная цель денежно-кредитной политики (operational target) необходима для ежедневного управления промежуточной целью. Она представляет собой количественно заданную экономическую переменную, на которую направлено взаимодействие центрального банка с субъектами денежно-кредитной политики в рамках ее реализации. Обладая монопольным правом на денежную эмиссию, центральный банк может регулировать либо цену, либо объем денежного предложения. В первом случае он управляет краткосрочной процентной ставкой, во втором — денежной базой либо ее компонентами, такими как внутренний кредит, корреспондентские счета, а также чистыми международными резервами.
Операционные цели имеют две характеристики: период достижения цели (горизонт операционного таргетирования) и количественное значение цели. В последнем случае цель может принимать три формы: диапазон, наклонный коридор и целевой уровень. У Банка России операционной целью является процентная ставка денежного рынка RUONIA. Операционное таргетирование заключается в сближении ставки сегмента «овернайт» денежного рынка (RUONIA) с ключевой ставкой Банка России.
Выбор операционной цели определяет применение комбинации конкретных инструментов денежно-кредитной политики или инструментальных переменных. Инструменты денежно-кредитной политики представляют собой операции, которые центральный банк проводит с субъектами денежно-кредитной политики. Инструменты денежно-кредитной политики можно класcифицировать следующим образом.
Обязательные резервные требования. Требования центрального банка к коммерческим банкам поддерживать определенные средства на счетах в центральном банке. К обязательным резервным требованиям относятся нормативы обязательных резервов и коэффициент усреднения обязательных резервов. Обязательные резервы хранятся на счетах по учету обязательных резервов и/или на корреспондентских счетах в центральном банке. Норматив обязательных резервов (коэффициент, отражающий долю привлеченных банками средств, от которых должно рассчитываться значение резервов) может находиться в интервале от 0 до 20 %. Банки могут воспользоваться механизмом усреднения обязательных резервов, то есть поддерживать их не ежедневно, а в среднем за период. Усреднение позволяет банками более гибко управлять текущей ликвидностью.
Операции постоянного действия. Операции центрального банка, которые проводятся ежедневно с удовлетворением заявок всех обратившихся банков в полном объеме. процентные ставки по операциям постоянного действия на срок «овернайт» формируют границы процентного коридора. Операции постоянного действия могут принимать несколько форм: кредитные/депозитные, прямое/обратное РЕПО, прямой/обратный СВОП.
Операции на открытом рынке. Операции центрального банка по регулированию объема ликвидности банковского сектора. Включают операции на возвратной основе, которые не являются операциями постоянного действия и проводятся с выставлением центральным банком конкретного объема предложения (обычно на аукционах), а также все операции по прямой покупке/продаже ценных бумаг, иностранной валюты, золота. К ним относятся кредитные/депозитные аукционы, аукционы прямого/обратного РЕПО, аукционы прямого/обратного СВОПа, валютные интервенции, а также нерегулярные операции с ценными бумагами.
Операции постоянного действия позволяют задавать коридор процентных ставок (процентный коридор) на денежном рынке. Его верхнюю границу определяет процентная ставка по операциям ежедневного предоставлению ликвидности банкам, нижнюю границу — процентная ставка по операциям ежедневного привлечения ликвидности от банков. Внутри процентного коридора происходит колебание процентной ставки денежного рынка, или операционной цели денежно-кредитной политики, если ею выступает краткосрочная процентная ставка. Процентный коридор составляет основу системы процентных ставок Банка России. Он имеет следующую структуру: центр коридора задается ключевой ставкой Банка России, верхняя и нижняя границы, симметричные относительно ключевой ставки, формируются процентными ставками по операциям постоянного действия на срок «овернайт» день (по операциям рефинансирования и депозитным операциям).

## Процентная ставка центрального банка
Основная ставка денежно-кредитной политики, которая устанавливается центральным банком, представляет собой главный индикатор его политики. Она может носить информационный характер, то есть по ней могут не проводиться операции, или представлять собой ставку, по основным операциям рефинансирования, прежде всего, операциям на открытом рынке. Изменение процентной ставки центрального банка оказывает влияние на кредитную и экономическую активность и, в конечном счете, позволяет достигать промежуточной цели денежно-кредитной политики. В России основной ставкой денежно-кредитной политики является «ключевая ставка Банка России». Она соответствует минимальной процентной ставке на аукционах РЕПО Банка России на срок одна неделя и максимальной процентной ставке на депозитных аукционах Банка России на срок одна неделя.
Таблица 2. Основные ставки денежно-кредитной политики.
| Страна         | Денежные власти             | Процентная ставка | Срочность инструмента по процентной ставке |
| Австралия      | Reserve Bank of Australia   | Cash Rate         | овернайт                                   |
| Бразилия       | Banco Central do Brasil     | Selic Rate        | овернайт                                   |
| Великобритания | Bank of England             | Bank Rate         | овернайт                                   |
| Еврозона       | European Central Bank       | Key Interest Rate | неделя                                     |
| Индия          | Reserve Bank of India       | Policy Repo Rate  | овернайт                                   |
| Канада         | Bank of Canada              | Target ON Rate    | овернайт                                   |
| Китай          | People’s Bank of China      | Lending Rate      | овернайт                                   |
| Россия         | Банк России                 | Ключевая ставка   | неделя                                     |
| США            | Federal Reserve System      | Funds Rate        | овернайт                                   |
| Швейцария      | Schweizerische Nationalbank | SNB-Target Range  | 3 месяца                                   |
| ЮАР            | South African Reserve Bank  | Repurchase Rate   | неделя                                     |
| Япония         | Nippon Ginkō                | Key Policy Rate   | овернайт                                   |

## Методы денежно-кредитной политики
Методы денежно-кредитной политики — совокупность приёмов и операций, посредством которых субъекты денежно-кредитной политики воздействуют на объекты для достижения поставленных целей.
Прямые (директивные) методы — административные меры в форме различных требований и норм центрального банка, определяющие объём денежного или кредитного предложения, а также процентные ставки на финансовом рынке. К ним относятся обязательные резервные требования, лимиты на кредитный портфель или привлечение депозитов, прямые ограничения процентных ставок по кредитам или депозитам. Прямые методы дают быстрый экономический эффект, поскольку оказывают непосредственное, хотя и нерыночное влияние на конъюнктуру финансовых рынков. При активном использовании прямых методов временные лаги денежно-кредитной политики сокращаются. До 1990-х гг. прямые методы использовались в экономически развитых странах до начала процесса либерализации финансовых рынков.
Прямые методы могут также принимать форму селективного (избирательного) воздействия на субъекты денежно-кредитной политики. Селективные методы регулируют конкретные виды кредита и носят, в основном, директивный характер. Благодаря им решаются частные задачи, такие как ограничение или стимулирование выдачи кредитов некоторыми банками, а также рефинансирование на льготных условиях. Селективные методы часто используются по отношению к банкам, находящимся в государственной собственности или по инструментам нерыночного характера, например, по специальным инструментам рефинансирования сельского хозяйства или инфраструктурных проектов.
Косвенные (рыночные) методы — операции центрального банка, которые оказывают влияние на финансовые рынки путём их изменения конъюнктуры. К ним относятся операции на открытом рынке и операции постоянного действия. Косвенные методы имеют большой временной лаг, последствия их применения менее предсказуемы, чем при использовании прямых методов. Однако, их применение не приводит к деформациям рынка. Использование косвенных методов непосредственно связано со степенью развитости денежного рынка. Переход к косвенным методам является следствием либерализации и дерегулирования финансовых рынков, снижения степени вмешательства правительства в экономику, в том числе за счет приватизации в финансовом секторе, а также повышения степени независимости центрального банка.

## Контрцикличность денежно-кредитной политики
В зависимости от фазы делового цикла центральный банк меняет направленность денежно-кредитной политики. В результате она носит контрциклический характер. На фазе быстрого роста и перегрева он применяет жесткую (сдерживающую, рестриктивную) политику, чтобы ограничивать совокупный спрос. Причинами могут быть сильный платежный баланс, приток иностранного капитала, избыточное ослабление национальной валюты, невыполнение цели по инфляции и т. д.
Решения по жесткой денежно-кредитной политике включают повышение процентных ставок, увеличение нормы резервных требований, снижение лимитов рефинансирования, продажа ценных бумаг из портфеля центрального банка или эмиссия им собственных ценных бумаг.
На фазе депрессии и рецессии он применяет мягкую (стимулирующую, экспансионистскую) политику, чтобы поддержать совокупный спрос. Причинами могут быть угроза дефляции, избыточное укрепеление национальной валюты, низкие или отрицательные темпы экономического роста, высокая безработица. Решения по мягкой денежно-кредитной политике включают снижение процентных ставок, уменьшение нормы резервных требований, повышение лимитов рефинансирования, выкуп ценных бумаг с финансового рынка.
Однако контрциклический характер денежно-кредитной политики не должен противоречить достижению конечной цели денежно-кредитной политики. Например, центральный банк не может смягчать политику, если поставленная цель по инфляции не достигнута. В противном случае центральному банку грозит потеря репутации, подрыв доверия к денежно-кредитной политике и повышение инфляционных ожиданий. Таким образом, контрцикличность денежно-кредитной политики направлена, в первую очередь, на выполнение целевого ориентира. Если цель политики уже достигнута, центральный банк может предпринять дополнительные меры по стабилизации экономического цикла. Например, смягчать политику, если целевой ориентир устойчиво выполняется и инфляционные ожидания отсутствуют.

## Правила денежно-кредитной политики
При обсуждении экономической политики одной из тем является вопрос о том, должны ли власти действовать по заранее определенным правилам или принимать решения исходя из обстоятельств. В экономической теории различают политику по правилам" (policy rule) и дискреционную политику (discretionary policy), когда власти имеют свободу принятия решений. В денежно-кредитной политике поведение центрального банка по заранее определённой стационарной процедуре принятия решения получило название «правило денежно-кредитной политики». Правило денежно-кредитной политики (monetary policy rule) представляет собой функцию ответной реакции центрального банка, в соответствии с которой применение инструмента денежно-кредитной политики происходит в ответ на изменение ключевых экономических переменных.
Традиция предлагать простые экономико-математически модели, описывающие поведение центрального банка, возникла в Чикагском университете в 1940-50-е гг. Чикагская школа ратовала за определенные, стабильные и законодательно закрепленные правила игры для денежных властей. Ранние примеры правил предлагались Генри Саймонсом и Милтоном Фридменом. Среди наиболее известных правил денежно-кредитной политики, названных по именам их авторов, встречаются:
- правило Викселля (англ. Wicksell Rule): зависимость процентной ставки от уровня цен[32];
- правило Фишера (англ. Fisher Rule): зависимость денежного предложения от отклонения инфляции от целевого ориентира[33];
- правило Фридмена (англ. Friedman rule): неизменные темпы прироста денежного предложения;
- правило Маккаллума (англ. McCallum rule): зависимость денежного предложения от деловой активности, скорости денежного обращения и целевого ориентира инфляции;
- правило Болла (англ. Ball Rule): зависимость процентной ставки от инфляции, выпуска продукции и валютного курса[34].

В условиях плавающего валютного курса и распространения режима инфляционного таргетирования наибольшую известность получило «правило Тейлора» (Taylor rule), названное по имени его автора, профессора Стэнфордского университета Джона Тейлора. Правило описывает функцию зависимости номинальной краткосрочной процентной ставки центрального банка в ответ на изменение инфляции и деловой активности.

## Трансмиссионный механизм денежно-кредитной политики
Трансмиссионный механизм денежно-кредитной политики или денежное-кредитная трансмиссия (англ. monetary transmission mechanism) представляет собой механизм влияния решений по денежно-кредитной политике на экономику в целом и инфляцию в частности. Он описывает процесс постепенного распространения сигнала центрального банка о сохранении или изменении процентной ставки и будущей ее траектории от отдельных сегментов финансового рынка на реальный сектор экономики и, в конечном счете, на инфляцию. Изменение уровня процентной ставки центрального банка транслируется в экономику по нескольким каналам: процентному, кредитному, валютному, цен на финансовые активы.

## Комитет по денежно-кредитной политике
Решения по ключевым параметрам денежно-кредитной политики, таким как уровень процентных ставок, принимаются на коллегиальной основе. В некоторых центральных банках решения принимает совет директоров, совет управляющих или правление. В других центральных банках принятие решений делегировано специальному коллегиальному органу, называющемуся «комитет денежно-кредитной политики» (monetary policy committee).
Комитет несет ответственность за установление основной процентной ставки денежно-кредитной политики. Комитет проводит регулярные заседания для определения того, какие меры необходимы для достижения целей политики. Наличие специального коллегиального органа объясняется необходимостью делегирования принятия решений по денежно-кредитной политики экспертам. Члены комитета, как правило, назначаются исходя из их должностных обязанностей, их опыта или знаний в части денежно-кредитной политики.
В среднем комитет состоит из семи членов. В ряде центральных банков комитеты формируются из директоров департаментов, ответственных за разработку и реализацию денежно-кредитной политики, а также внешних экспертов (сторонних специалистов). В редких случаях в комитете участвуют представители правительства в качестве наблюдателя без права голоса. Большинство решений в комитете принимаются большинством голосов, в меньшей степени — в форме консенсуса. Председатель комитета нередко имеет право решающего голоса или даже право вето. Большинство комитетов проводят заседания от восьми до двенадцати раз в год.
Обычно заседания проводятся ежемесячно и приурочены к публикации новых статистических данных. В экстраординарных обстоятельствах, например, выхода процентной ставки за пределы процентного коридора или резкого изменения валютного курса, комитет может проводить заседания внепланово. Для разъяснения политики широкой общественности центральный банк может публиковать стенограммы заседаний или отчеты комитета денежно-кредитной политики.
Комитет, как и любой другой орган, обладает внутренними недостатками. К главным из них относятся предубеждение и риск политического вмешательства, которые создают смещения в решениях, и изолированность («групповое мышление»). Последнее возникает из-за однородности членов комитета, механизма принятия решений путём голосования и дефицит внешних точек зрения.
В России решение по ключевой ставке принимает совет директоров Банка России. В то же время в Банке России действует комитет денежно-кредитной политики, который возглавляет Председатель Банка России. В его функционал входит оперативные решения тактического характера, связанные с лимитами рефинансирования или стерилизации избыточной ликвидности, проведения операций тонкой настройки и т. д.